# Цербера
Цербера (лат. Cerbera) — род вечнозелёных деревьев и кустарников семейства Кутровые (Apocynaceae).
Ареал рода — тропическая Азия, Австралия, Мадагаскар, Сейшельские острова, острова на западе Тихого океана.

## Токсичность
Род назван именем чудовищного пса греческого мифологии Цербера из-за своей токсичности.
Все части растений содержат церберин — крайне ядовитый гликозид, блокирующий проведение электрических импульсов в организме (включая сердечный ритм). Нельзя даже использовать древесину церберы для разжигания костров, так как дым может вызвать тяжёлое отравление. Один из представителей рода, Cerbera odollam, в связи с этим имеет английское общеупотребительное название suicide tree («дерево самоубийц»).

## Систематика
Общее число видов, по современным представлениям составляет около 6:
- Cerbera dumicola P.I.Forst.
- Cerbera floribunda K.Schum. — англ. Cassowary Plum
  - [syn.  Cerbera batjanica Teijsm. & Binn.]
  - [syn.  Cerbera micrantha Kaneh.]
- Cerbera inflata S.T.Blake — англ. Grey Milkwood, Milky Pine
- Cerbera laeta Leeuwenb.
- Cerbera manghas L. typus — Цербера мангас
  - [syn.  Cerbera tanghin Hook.]
- Cerbera odollam Gaertn. — англ. Suicide Tree
  - [syn.  Cerbera dilatata Markgr.]
- Cerbera quaternifolia Roxb.